# Rhinotropidia rostrata
Rhinotropidia rostrata (лат.) — вид двукрылых из семейства журчалок. Единственный вид в роде Rhinotropidia.

## Описание
Бёдра задних ног с апикально-вентральным зубцевидным килем. Лицо снизу сильно выступает вперёд. Усики светло-жёлтые. Глаза и ариста без волосков. Длина тела около 8 мм.

## Распространение
Встречается на Приморском крае и Японии на островах Хонсю и Хаккайдо.